# (9444) 1997 JA
1997 جاي أي (ويعرف أيضًا باسم (9444) 1997 جاي أي وفق تسمية الكوكب الصغير) (بالإنجليزية: 1997 JA)‏ هو كويكب ضمن حزام الكويكبات؛ وترتيبه 9444 من حيث الاكتشاف.
اكتُشف هذا الجُرم الفلكي بواسطة Kleť Observatory ‏ في 1 مايو 1997.

## وصلات خارجية
- (9444) 1997 JA في قاعدة بيانات مختبر الدفع النفاث لأجرام النظام الشمسي الصغيرة

- الاكتشاف · مخطط المدار ·  العناصر المدارية · المعلمات المادية

- (9444) 1997 JA على موقع ويكي سكاي: DSS2, SDSS, GALEX, IRAS, Hydrogen α, X-Ray, Astrophoto, Sky Map, Articles and images